# Leupon Siren
Leupon Siren is een bestuurslaag in het regentschap Aceh Utara van de provincie Atjeh, Indonesië. Leupon Siren telt 107 inwoners (volkstelling 2010).